# Első római–illír háború
Az első római–illír háború vagy első illíriai háború a Római Birodalom és az Illír Királyság közötti, i. e. 229-től i. e. 168-ig elhúzódó, és Illíria római fennhatóság alá kerülésével záruló háborúinak első összecsapása volt i. e. 229–228-ban. Az Agrón király és Teuta királyné irányítása alatt álló Illír Királyság i. e. 231-től aratott katonai győzelmei (Medion ostroma, illír–epiróta háború), valamint az illír flottának az itáliai kereskedőhajókat is veszélyeztető kalóztevékenysége egyre nagyobb fenyegetettséget jelentett Róma számára. Miután i. e. 229-ben az illírek a paxoszi tengeri csatában legyőzték akháj ellenfelüket, majd elfoglalták a stratégiailag fontos Kerküra szigetét, Róma hadat üzent az illíreknek. A történelem során a Hydruntumi-szorost háborús céllal első ízben átszelő római hadsereg hatalmas túlerejével szemben Teuta illírjei tehetetlenek voltak, i. e. 228 tavaszán megadták magukat, és békét kötöttek Rómával. Az egyezmény értelmében a hadisarcra kötelezett Illír Királyságot megfosztották hódításai egy részétől, de a legjelentősebb következménye az volt, hogy a Római Birodalom megvetette a lábát az Adriai-tenger keleti partvidékén. Protektorátusuk alá vonták az Epidamnosz és Apollónia közötti területet, amely az elkövetkező évtizedekben területszerző hadjárataik kiindulópontjául szolgált. Az Illír Királyságra egy évtizedes politikai és társadalmi válság köszöntött, amelyből Makedónia Róma-ellenes szövetségéhez csatlakozva kívánt kilábalni, de ezeknek a törekvéseinek az i. e. 219–218-as második római–illír háború vetett véget.

## Előzményei
Az i. e. 3. század közepén az Illír Királyság uralkodója, az ardiata Agrón hatalmas flottát és hadsereget szervezett, és elsősorban az epiruszi és a görög partvidék fosztogatásával foglalta el magát, de nemritkán görög és itáliai kereskedőhajók ellen is intézett kalóztámadásokat. Uralkodása utolsó évében, i. e. 231-ben makedón zsoldban legyőzte az akarnaniai Mediont ostromló Aitóliai Szövetség hadseregét. Az Illír Királyság jól szervezett, ütőképes hadereje egycsapásra számottevő katonai tényezővé vált a hellenisztikus világban. Agrón azonban még ugyanabban az évben váratlanul meghalt, és első felesége, Teuta vette át régensként a királyság irányítását. Teuta férje örökségét vitte tovább: számottevően fejlesztette az illír flottát és fokozta a kalóztevékenységet, i. e. 230-ban pedig, az illír–epiróta háború során vereséget mért az epirusziakra, és elfoglalta fővárosukat, Phoinikét. Az Illír Királyság az epiróták legyőzésével, majd a dardánokhoz húzó lázadóik leverésével katonailag az Adria keleti medencéjének egyik legütőképesebb katonai hatalma lett.

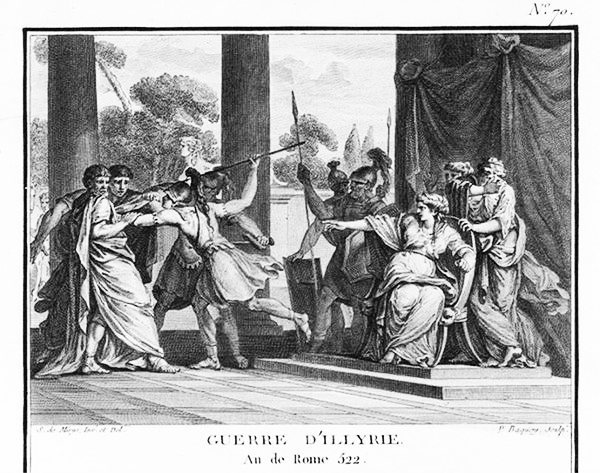
Teuta parancsot ad a római követ meggyilkolására (18. századi metszet)

A katonai siker nyomában Teuta utasítására az illír flotta fokozott intenzitással támadta és fosztotta ki a tengeren közlekedő itáliai és görög kereskedőhajókat, nemegyszer pedig el is rabolta vagy éppen meggyilkolta a hajósokat. A megfélemlített kereskedők a római szenátushoz fordultak, ugyanakkor, amikor az illír flotta által ostromzár alá vett Issza szigetének képviselői is katonai segítségért folyamodtak Rómához.
Rómát már a kereskedelmi kapcsolataik szempontjából fontos Phoiniké i. e. 230-as feldúlása is érzékenyen érintette. Ennek ellenére a szenátus még ekkor is úgy döntött, hogy diplomáciai úton simítja el az ellentéteket. Egy testvérpárt, Lucius és Gaius Coruncanust küldték követségbe az illír királynéhoz, aki Szkodra környéki rezidenciáján tartózkodott. A követi látogatás részletei Polübiosz krónikája nyomán ismertek. Amikor a Coruncanus fivérek előadták kérésüket, hogy az Illír Királyság adja ki az elrabolt római polgárokat és szüntesse be a kalóztámadásokat, Teuta azt válaszolta, hogy az itáliai kereskedőhajók biztonságban lehetnek az illír flotta hajóitól. Ugyanakkor, tette hozzá, a jogszokás nem teszi számára lehetővé, hogy alattvalóit magánvállalkozásaiktól eltiltsa, márpedig a kalózkodás Illíriában tisztes kereskedelmi tevékenységnek számít. A fivérek egyike, Lucius Coruncanus erre azzal felelt, hogy a római jog dicséretes felfogása szerint a magánvagyon megsértése üldözendő cselekmény, a kártevők nyilvános felelősségre vonása pedig a közjót szolgálja. Rómának gondja lesz rá, folytatta, hogy jobb törvényeket vezessenek be Illíriában. Teuta királynét felháborította a római válasza, és embereinek megparancsolta, hogy a követi látogatásból hazainduló Luciust meggyilkolják.

## Eseményei

### Háborús készülődés

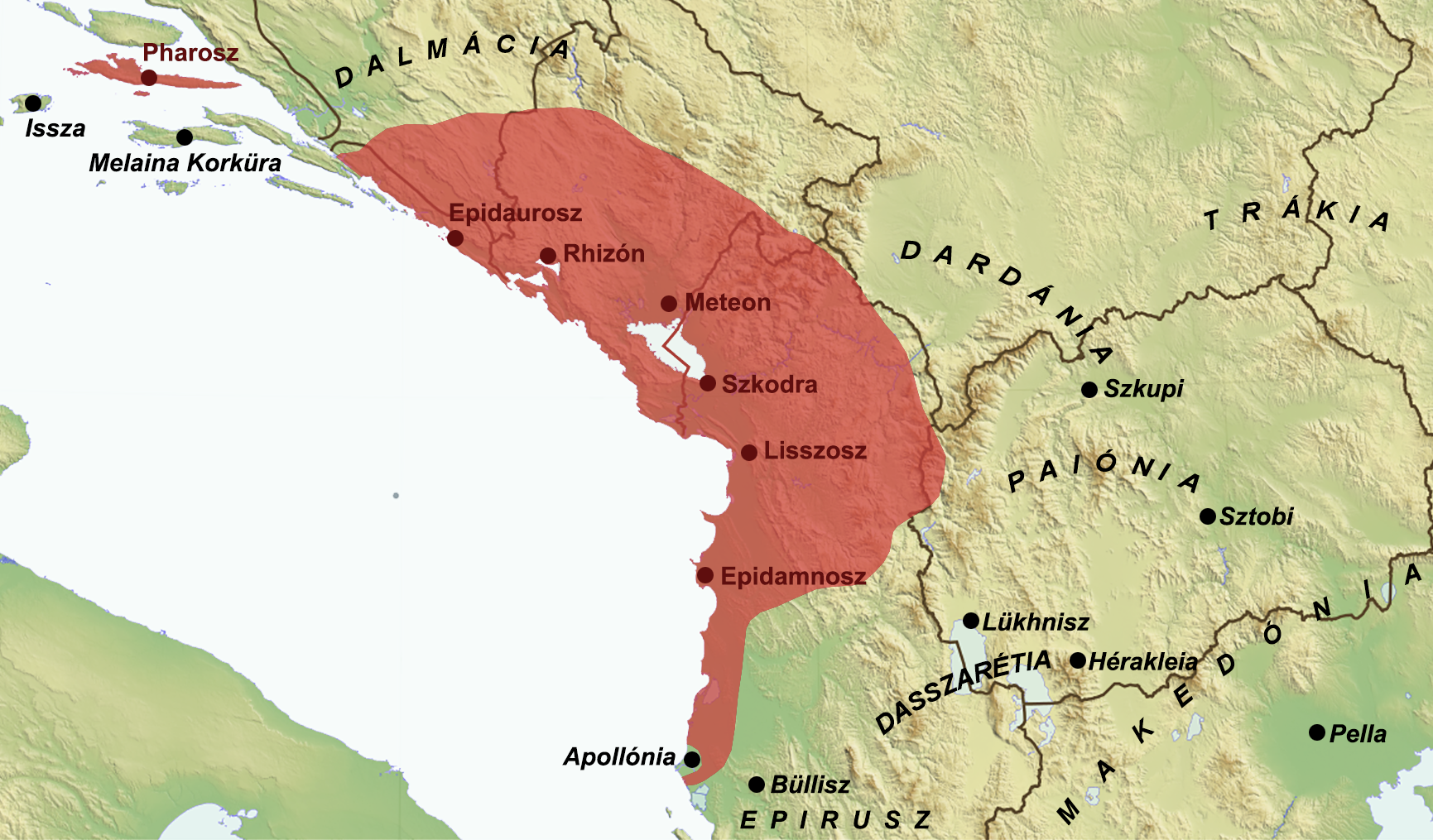
Az Illír Királyság feltételezett területe és főbb települései Teuta uralkodásának kezdetén, (a mai országhatárok jelölésével)

Bár Wilkes szerint az elkövetkező római hadüzenet felkészületlenül érte Teutát, más források alapján a királyné nagyon is tisztában volt vele, hogy az orgyilkosság felér egy hadüzenettel, és hogy a hamarosan kirobbanó háború a tengeren fog eldőlni. Ezért fokozott intenzitással továbbfejlesztette az illír flottát, és tervet dolgozott ki arra, hogy az illíriai területek két legfontosabb kikötővárosát, Epidamnosz és Apollónia szabad poliszait a tenger és a szárazföld felől egyaránt ostromzár alá vonja. Csakhamar, i. e. 229 tavaszán az illír flotta megjelent Epidamnosz kikötőjében. Fegyvertelennek látszó illír katonák azzal kértek bebocsáttatást a városba, hogy vizet vételezzenek, de kardjaikat a magukkal vitt amforákba rejtették. A városőrség tagjait lekaszabolták, és a flotta fennmaradó legénysége számára megnyitották a kikötő felőli városkaput. Az epidamnosziak azonban gyorsan reagáltak az eseményekre, és még mielőtt az illír sereg a falakon belülre került volna, kiverték csellel bejutott előőrsüket a városból.
Ugyanakkor a flotta másik része Kerkürához hajózott, ahol az Epidamnosz bevételével kudarcot vallott társaikat bevárták, és megindították a város ostromát. A kerküraiak segélyszavára az Akháj Szövetség tíz hadigályája csakhamar megjelent a partoknál. Az akhájok számára nem volt kétséges, hogy masszív hadihajóikkal szétszórják a könnyű lemboszokból álló illír flottát, a csakhamar bekövetkezett paxoszi tengeri ütközet során azonban az illírek vereséget mértek rájuk. Ezt látván a kerküraiak önként átadták városukat az illíreknek, akik a városban hagytak egy helyőrséget a királyné egyik tanácsadója, Pharoszi Démétriosz vezetésével. Ezt követően visszatértek Epidamnosz partjaihoz, és másodszor is megkísérelték bevenni a várost.

### Háborús cselekmények
Az Itáliából való átkelés szempontjából stratégiailag fontos Kerküra eleste felgyorsította az eseményeket, vagy éppenséggel végső ürügyet szolgáltatott Róma katonai beavatkozására: kitört az első római–illír háború. Kétszáz hajó élén Gnaeus Fulvius Centumalus consul kihajózott Itáliából, és egyenesen Kerküra felé vette az irányt. A történelem során első ízben szelték át római hajók háborús céllal a Hydruntumi-szorost. A rómaiak minden ellenállás nélkül kiköthettek a városnál, annál is inkább, mert a helyi illír helyőrség parancsnoka, a – Polübiosz szerint a királyné által nem sokra becsült – Pharoszi Démétriosz már előzetesen titkos tárgyalásokat folytatott a rómaiakkal. Gnaeus Fulvius flottájának megérkeztekor azonnal átengedte Kerkürát a rómaiaknak.
A római flotta ezt követően Apollónia alá hajózott, és magukkal vitték az illíriai viszonyokat jól ismerő Pharoszi Démétrioszt is, gondolván, hogy tanácsainak hasznát vehetik a háború során. Apollóniában Gnaeus Fulvius flottája egyesült consultársa, az időközben Brundisiumból szintén Apollóniába ért Lucius Postumius Albinus 20 ezer gyalogosból és 2 ezer lovasból álló seregével. Az 5 ezres létszámú illír hadseregnek ilyen túlerővel szemben nem volt esélye, és Teuta korábbi erőfeszítései dacára az illír flotta csapásereje is jóval alulmaradt a rómaiénál. Mindezt tovább tetézte, hogy az Apollónia hátországában elterülő két koinon, az atintánok és a parthinok Róma mellé álltak, és területeiket a római sereg rendelkezésére bocsátották.
Ezt követően a római flotta Gnaeus Fulvius irányításával felszabadította a még mindig ostromlott Epidamnoszt, később pedig az illírek által szintén ostromzár alá vett Issza szigetét is. A sereg ezalatt mélyen behatolt az illír területekre. Polübiosz szerint kelet felé Dasszarétáig, sőt az akkor Makedónia határain élő agriánok vidékéig, északon pedig az illírek fővárosánál, Lisszosz alatt folyó Ardaxanosz (Erzen) völgyéig nyomultak előre. Ott azonban megtorpantak. Úgy fest, hogy Teuta birodalma középső részein képes volt a nagy túlerő ellenében is hatékony védelmet szervezni. A mai napig azonosítatlan Nutria városának ostrománál például a rómaiak – bár rátették a kezüket húsz, hadizsákmánnyal megrakott illír lemboszra – érzékeny veszteségeket szenvedtek: elesett a köztársaság egyik quaestora és a sereg néhány katonai tribunusa is. Az Issza alól elkergetett illírek Arbóba menekültek, maga a királyné pedig Rhizónban, az illír flotta fő bázisán fészkelte be magát. A rómaiak azonban ezen a ponton úgy érezték, hogy elérték, amit akartak: flottájuk és hadseregük visszatért Epidamnosz környékére.

### Békekötés

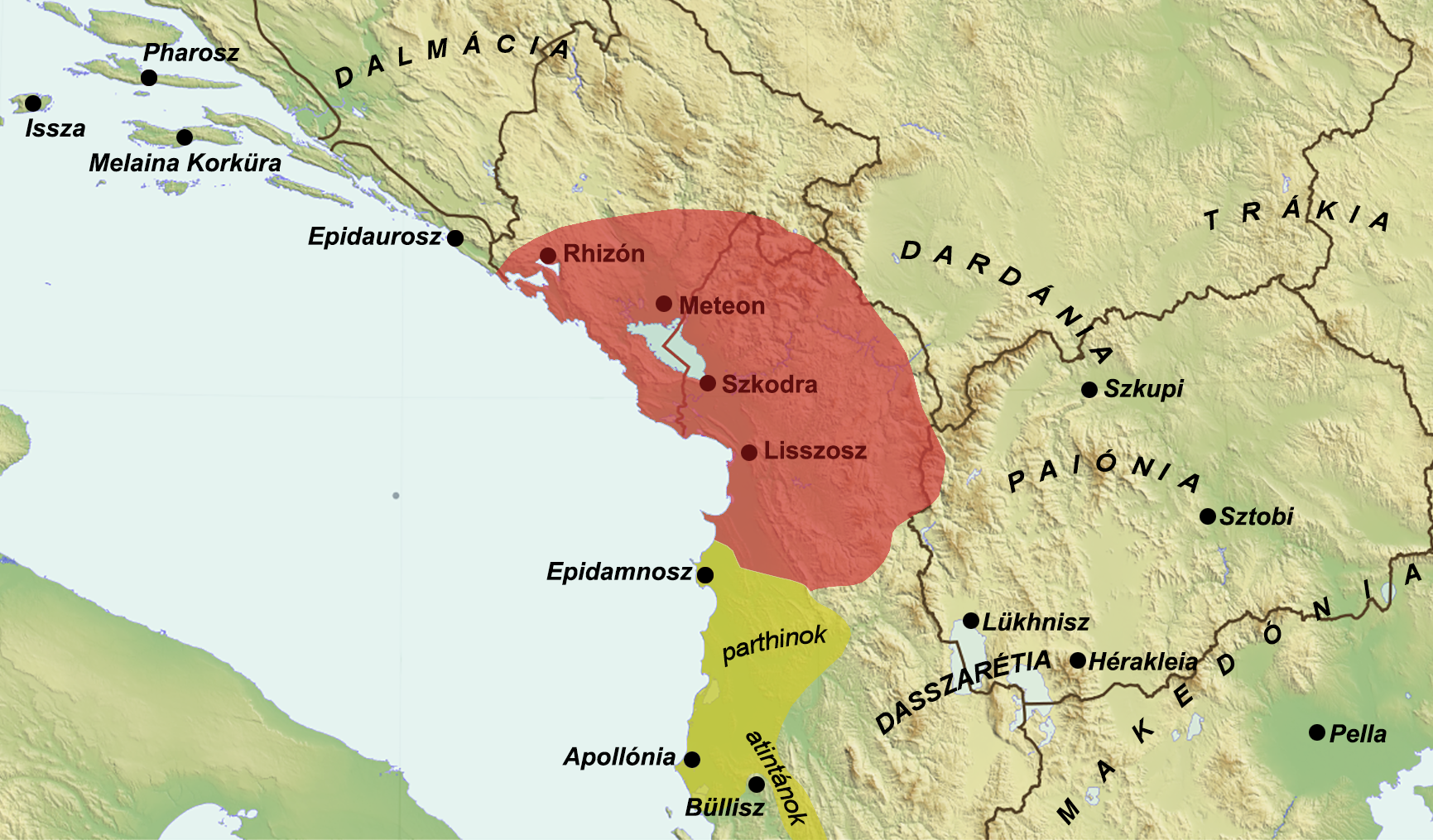
Az Illír Királyság (piros) és a római protektorátus (sárga) feltételezett területe a háború végén, (a mai országhatárok jelölésével)

Az illírek végül megadták magukat, és a tél elmúltával, i. e. 228 kora tavaszán sor került a béketárgyalásokra is a szenátus és Teuta Rómában megjelent képviselői között. Ennek értelmében az Illír Királyság elismerte Róma fennhatóságát és hadisarcot volt köteles fizetni a köztársaságnak. Teuta uralma Lisszosz tágabb környezetére, az Ardaxanosz völgyétől északra eső területekre szorult vissza. Egyúttal arra is kötelezték az illíreket, hogy Lisszosztól délre legfeljebb két fegyvertelen lembosszal hajózhatnak. A meghódított területek egy részét a rómaiak protektorátusuk alá vonták öt közigazgatási egységgel: Epidamnosz és Apollónia poliszai mellett Atintánia, Parthinia és Ardia koinonjaival. A római flotta negyven hajója Postumius Albinus vezetésével a protektorátusi területen maradt, emellett a baráti illír koinonok férfiaiból légiót szerveztek, egyfelől hogy szemüket az Illír Királyságon tartsák, másfelől hogy szavatolhassák protektorátusuk biztonságát. Pharoszi Démétrioszt szolgálataiért cserébe megtették szülőföldje, Pharosz és az azzal határos Dalmatiai partok helytartójának.

## Következményei
Róma ezzel megvetette lábát az Adria-medence keleti partvidékén, a protektorátus alá vont területek az elkövetkező évtizedek balkáni hadjáratainak kiindulópontjául szolgáltak. Emellett elszakították Illíriát esetleges szövetségeseiktől, Epirusztól és Makedóniától. A rómaiak geopolitikai törekvéseinek további jele volt, hogy egyezséget kötöttek az Aitóliai, az Akháj és az Epiróta Szövetséggel, akik Polübiosz szerint kitörő lelkesedéssel fogadták az illírek kudarcának hírét. Ugyanakkor első ízben fordult elő, hogy a rómaiak meghívást kaptak az iszthmoszi pánhellén játékokra, azaz a görög világ katonai erejüket elismerve többé nem barbárokként tekintett a rómaiakra.
Teuta i. e. 227. évi lemondását követően Pharoszi Démétriosz feleségül vette Agrón második feleségét, Triteutát, ezzel a kiskorú illír uralkodó, Pinnész törvényes gyámja, az Illír Királyság régense lett. Az egyre inkább a saját útját járó Démétriosz a 220-as évek közepétől visszatért a kalózkodáshoz, meghódította az északi isztrónokat, majd az atintánok koinonjának visszaszerzése után Róma-ellenes szövetségre lépett III. Antigonosz Makedóniájával. Egy évtized sem telt el, amikor i. e. 219-ben kirobbant a második római–illír háború.